# S/MIME
S/MIME (Secure/Multipurpose Internet Mail Extensions) je jedním ze standardů používaných k zabezpečení elektronické pošty veřejným klíčem pro šifrování a podepisování MIME dat. Je to speciální verze protokolu MIME - S/MIME (Secure MIME). S/MIME je na seznamu internetových standardů IETF. Dalším standardem pro zabezpečení elektronické pošty je OpenPGP.
S/MIME poskytuje služby pro kryptografické zabezpečení elektronických zpráv aplikace:
- autentizaci (totožnost vlastníka certifikátu byla před jeho vydáním ověřena),
- integritu/ zpráv,
- nepopiratelnost původu/prokazatelnost autorství (neodvolatelnost - pomocí digitálních podpisů),
- soukromí a zabezpečení dat (pomocí šifrování)

S/MIME specifikuje MIME typ application/pkcs7-mime ("obálková data") pro přenos dat do obálek (což je prakticky zašifrování otevřeného textu), kde je celý (upravený) MIME subjekt zabalený a šifrovaný do jednoho objektu, který je následně vložen do MIME subjektu application/pkcs7-mime.
Pro přípravu poštovní zprávy je nejdříve nutné data zabezpečit, v tomto případě pomocí protokolu Cryptographic Message Syntax (CMS, RFC 5652), poté je potřeba data překódovat pomocí normy Base64 do sedmibitové podoby a nadále získaná data podepsat, nebo je vložit do obálky. Na pořadí těchto dvou kroků nezáleží, avšak doporučuje se nejdříve data podepsat a až poté je zašifrovat.

## Certifikáty S/MIME
Před použitím S/MIME si je nutno zajistit individuální klíč/certifikát buď od vlastní/firemní certifikační autority (CA), nebo od veřejné CA. Osvědčeným postupem je používat pro podpis a pro šifrování jiné soukromé klíče (a s nimi spojené certifikáty), jelikož se tím umožní případná záchrana dat skrze předání šifrovacího klíče bez kompromisu v podobě ztráty důvěryhodnosti (k dešifrování je potřeba jiného klíče, než k podepsání obsahu. Tudíž lze zprávu v případě nouze dešifrovat, ale ne zaměnit původce). V praxi by měl email podepsaný a zašifrovaný pomocí S/MIME dokládat identitu odesílatele a neměl by být čitelný nikým jiným než odesílatelem a příjemcem/příjemci.